# Affonso dos Santos Tacques
Affonso dos Santos Tacques (Palmeira das Missões, 6 de junho de 1914 – Erechim, 9 de julho de 2003) foi um político brasileiro.
Filho de Alexandre e Universinda dos Santos Tacques. Casou com Cacilda Aguiar Tacques.